# Rocco Verduci
Vous lisez un « bon article » labellisé en 2018.
Rocco Verduci ou Verducci, né Rocco Pietro Virduci le 3 août 1824 à Caraffa del Bianco et mort fusillé à l'âge de 23 ans le 2 octobre 1847 à Gerace, est un révolutionnaire, patriote de l'unification italienne et martyr de l'insurrection dans le royaume des Deux-Siciles de 1847.
Né dans une famille de petits propriétaires terriens traditionnellement proche du carbonarisme, Verduci est éduqué à l'université de Naples, où il adhère aux idéaux républicains et libéraux. En septembre 1847, il prend la tête de l'insurrection dans le district de Gerace, plus tard appelée révolte de Gerace et dont il est nommé commandant militaire suprême, prônant la naissance d'une monarchie constitutionnelle ou d'une république ainsi que l'unification de la péninsule italienne, alors divisée en une multitude de royaumes indépendants. Les chefs de la révolte, qui parviennent à soulever de nombreux villages et petites villes côtières, sont rejoints par plusieurs centaines d'insurgés, mais l'arrivée de l'armée royale précipite la fin du soulèvement et ses chefs se voient forcés de fuir dans les montagnes. Dénoncés, ils sont finalement arrêtés puis jugés par une commission militaire. Rocco Verduci et quatre autres insurgés, dont il est le plus jeune, sont fusillés le 2 octobre 1847 sur la plaine de Gerace. Ils passent à la postérité sous le nom des « Cinq Martyrs de Gerace ».

## Origines familiales

### Ascendance
Rocco Verduci est le fils du propriétaire terrien Antonio Verduci (son nom de famille est fréquemment orthographié Virduci dans les actes de l'époque) et d'Elisabetta Mezzatesta,.
Les Verduci sont une famille de la petite bourgeoisie terrienne et foncière de Caraffa del Bianco (administrativement, la commune ne s'appelait à l'époque que Caraffa), descendants de paysans, fermiers et gardiens de bœufs de la région. Le père de Rocco, Antonio Verduci (1794-1858), est comme son fils un activiste politique libéral, s'opposant à la monarchie absolue et proche du carbonarisme, un mouvement politique qui contribuera au processus de l'unification de l'Italie,. Il participe notamment à l'insurrection dans le royaume des Deux-Siciles de 1820, à Naples, aux côtés de Guglielmo Pepe, de Giustino Fortunato et des autres révolutionnaires qui voient le roi Ferdinand Ier des Deux-Siciles signer la Constitution le 7 juillet 1820, abolissant par cet acte, mais pour une période de seulement quelques mois, la monarchie absolue. Une décennie plus tard, en 1833, il appartient à la secte secrète des Nuovi Europei Riformati siégeant à Sant'Agata del Bianco. Il serait dans ces années entré en conflit avec le Père Bonaventura, de son vrai nom Giuseppe Nicita da Casignana, confesseur de la reine Marie-Christine de Savoie. Le religieux aurait notamment accusé Antonio de blasphèmes et ce dernier, par vengeance, aurait attaqué le Père Bonaventura en justice pour plantation de tabac illégale, ce qui aurait envoyé le confesseur en prison pour sept ans,. En 1847, lorsque son fils devient un des meneurs de la Révolte de Gerace, Antonio Verduci exerce la fonction de chef de la Guarde nationale de Caraffa del Bianco. Par ailleurs, Antonio Verduci est lui-même le fils d'un autre révolutionnaire, Rocco Virduci (1753-1814). Ce dernier a été, bien que vivant à Caraffa, un des patriotes, promoteurs et fondateurs de l'éphémère République parthénopéenne, république sœur de la République française qui avait renversé la royauté pour quelques mois en 1799 à Naples,,.
La mère de Rocco Verduci, Elisabetta Mezzatesta (parfois appelée Maria), est la nièce d'un archiprêtre,. Son frère, Pietro Mezzatesta, est également un des principaux notables de Caraffa, où une rue porte d'ailleurs le nom de Via Mezzatesta. Pietro a notamment été maire de la commune de 1847 à 1849 et ses deux fils, Giulio et Francesco, participent à la Révolte de Gerace en 1847 aux côtés de leur cousin Rocco Verduci,.

### Naissance de Rocco Verduci

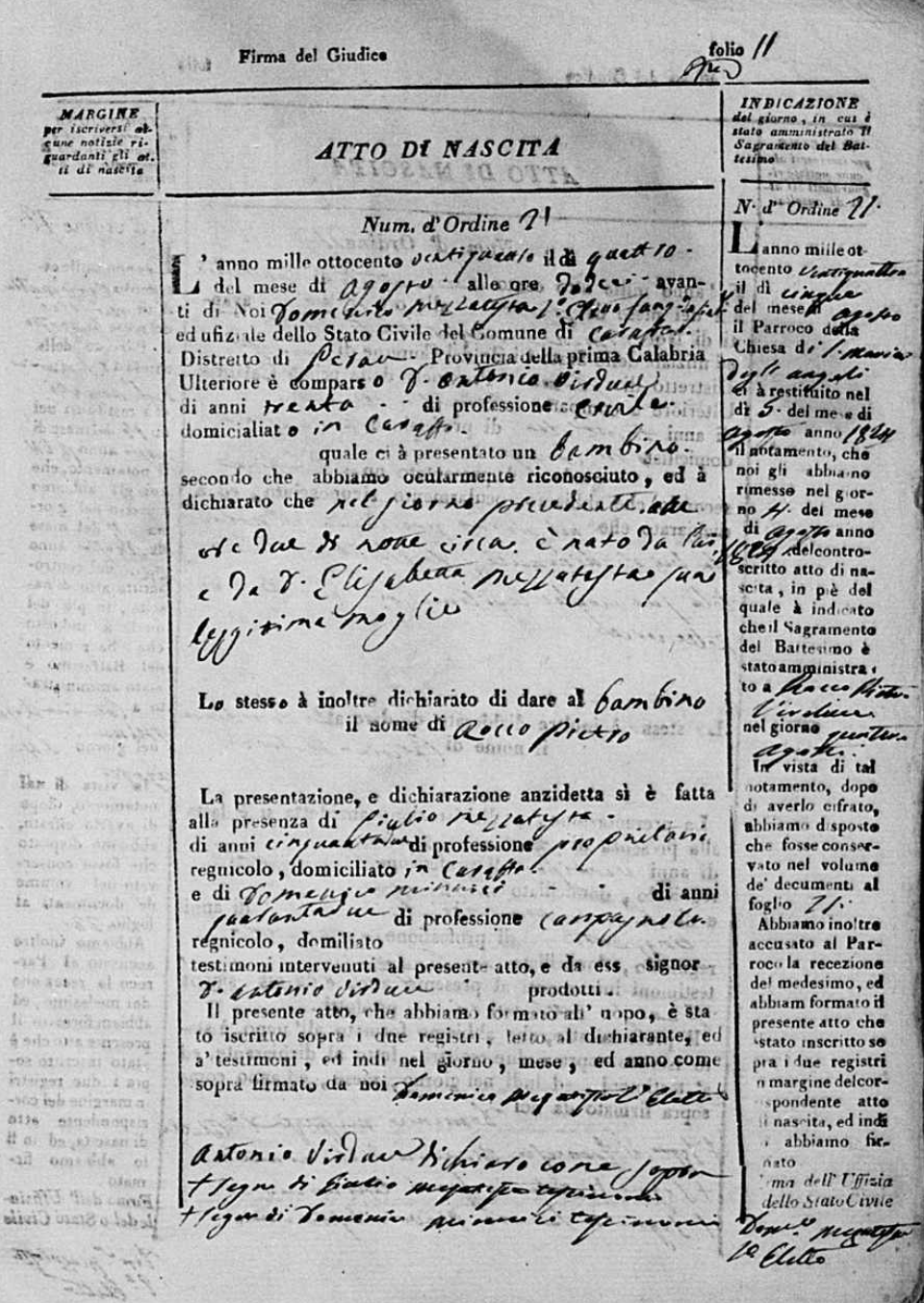
Photographie de l'acte de naissance de Rocco Verduci.

Antonio Verduci et Elisabetta Mezzatesta se marient le 12 août 1818 à Caraffa del Bianco. Ensemble, ils ont huit enfants dont au moins trois meurent en bas âge. Outre Rocco Verduci, on compte Francesco Vincenzo Verduci qui participe également à la Révolte de Gerace en 1847 et est encore vivant en 1913, date à laquelle il dicte une partie de ses mémoires sur son frère aîné à l'historien Vittorio Visalli, auteur du livre Lotta e Martirio del Popolo Calabrese 1847-1848 (en français : Lutte et martyr du peuple calabrais 1847-1848)
Parmi la fratrie de Rocco Verduci, Felicia est la seule à avoir une descendance. Elle a en effet épousé Francesco Ielasi, un notaire dont le père a été maire du village voisin de Casignana de 1819 à 1822, et qui ensemble auront quatre enfants dont Giovambattista et Angela Ielasi qui perpétuent la descendance de Rocco Verduci.
Rocco Verduci naît sous le nom de Rocco Pietro Virduci le 3 août 1824 à Caraffa del Bianco, comme indiqué sur son acte de naissance,, (bien que des sources plus récentes indiquent par erreur la date du 1er août). Il est ensuite enregistré à l'état civil le 4 août en présence de deux témoins, le propriétaire terrien Giulio Mezzatesta et le cultivateur Domenico Minnici, puis baptisé dans l'église Santa Maria degli Angeli le jour suivant.
Jusqu'à ce qu'il parte faire ses études universitaires, Rocco Verduci naît, grandit et réside au Palazzo Verduci de Caraffa del Bianco, demeure familiale bâtie au XVIIe siècle et encore en bon état de conservation. C'est d'ailleurs toujours un des principaux hôtels particuliers du village de Caraffa del Bianco.

## Biographie

### Jeunesse et études
Rocco Verduci reçoit ses premières leçons de l'archiprêtre Pietro Paolo Mezzatesta (1765-1846), son grand-oncle maternel. Il continue ensuite ses études au séminaire de Gerace, où il fait notamment la connaissance de Domenico Salvadori qui sera tout comme lui un des chefs et martyrs de la Révolte de Gerace, puis auprès du lycée de l'Oratoire des Philippins de Reggio de Calabre,. Il conserve de ses études une maison à Reggio, qui lui sert probablement à entreposer des armes ou des documents compromettants en préparation de l'insurrection de 1847.
Il part ensuite habiter à Naples et s'inscrit à l'université de Naples - Frédéric-II où il étudie à la faculté de droit, se préparant à devenir magistrat. C'est à cette période qu'il commence à s'inscrire à des cercles culturels clandestins. Il est expulsé de l'université en 1844, âgé de 20 ans, par la police bourbonienne car il est suspecté de conspiration antigouvernementale,.
Rocco Verduci, de retour dans son village natal en Calabre, reste en contact avec les milieux libéraux et républicains, qui sont alors classés à l'extrême gauche de l'échiquier politique et considérés comme très dangereux par le gouvernement monarchiste. Il se réunit ainsi avec d'autres jeunes de la région de tendance libérale, souvent avec le soutien de notables et bourgeois fonciers de la région, ce qui leur permet de se rassembler en secret dans des grandes demeures de la zone. Le souvenir de leur passage est parfois resté dans les mémoires, comme dans la « chambre verte » du Palais Barletta, à Caraffa, ou dans le Palais Borgia, à Sant'Agata del Bianco,. Un foyer révolutionnaire se développe alors dans les villages voisins de Caraffa et de Sant'Agata, ainsi qu'à proximité dans la commune de Casignana, et dans une moindre mesure à Bianco. Rocco y retrouve ainsi ses cousins Giulio et Francesco Mezzatesta, ainsi que son frère Francesco Vincenzo Verduci, qui fait du prosélytisme parmi les paysans et les ouvriers de Caraffa et de Sant'Agata,. C'est aussi à peu près à cette époque que Rocco Verduci gagne un de ses principaux appuis parmi les personnes les plus influentes de la région : le comte Domenico Antonio Grillo, qui soutiendra le futur insurgé jusqu'à sa mort ; un an après, en 1848, il écrira ses Mémoires historiques en son honneur.
Cependant, Verduci est arrêté en 1846 pour ses idées libérales,, ainsi que le cordonnier Giuseppe Scimone de Bianco et Domenico Pizzinga de Sant'Agata del Bianco,. Il est inculpé par le juge Giuseppe Parandelli, mais relâché faute de preuves.

### Préparation de l'insurrection de 1847

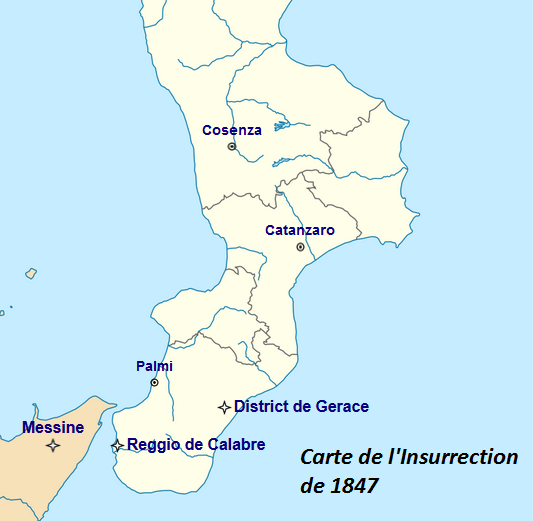
Carte de l'insurrection de 1847 avec :
les lieux où l'insurrection a débuté.
les villes que les insurgés prévoyaient de prendre.

Considéré comme un des principaux représentants politiques du libéralisme dans l'est de la Calabre, il assiste en tant que tel aux réunions secrètes du Comité libéral de Naples, comité dirigeant tous les réseaux libéraux du royaume des Deux-Siciles et réunissant des révolutionnaires de Sicile, de Calabre et de Naples, aux côtés de l'historien et futur député napolitain Carlo Gemelli ainsi que d'Antonino Pultino et de Domenico Romeo, révolutionnaires calabrais originaires de Reggio de Calabre.
Au début de l'année 1847, Verduci est brièvement arrêté après avoir été dénoncé à nouveau à la police pour trafic et possession d'armes. En effet, il exerce alors activement un trafic de munitions et d'armes en accord avec un autre patriote calabrais : Domenico Romeo. En juin 1847, il est encore une fois dénoncé à la police par un chancelier communal qui l'accuse notamment de lire et de posséder chez lui des ouvrages de Pietro Colletta, un général emprisonné puis condamné à l'exil pour ses positions républicaines.
Une insurrection de grande ampleur et simultanée, devant avoir lieu à la fois à Messine (en Sicile), à Reggio de Calabre et dans le district de Gerace, commence ainsi à se préparer. Si celle-ci était parvenue à son but, elle aurait ensuite dû s'étendre en Calabre aux villes de Palmi, Catanzaro et Cosenza pour remonter ensuite jusqu'à la capitale Naples, et de l'autre côté s'emparer de la Sicile occidentale. Sa date est fixée par le Comité libéral de Naples lors d'une réunion dans la maison de Carlo Gemelli, en présence de futures grandes personnalités politiques comme Carlo Poerio, Mariano d'Ayala et Domenico Piraino, ce dernier étant le représentant du Comité de Messine. Domenico Romeo est ainsi chargé de diriger l'insurrection à Reggio de Calabre tandis que Rocco Verduci est nommé chef de l'insurrection dans le district de Gerace, qui restera connue des historiens sous le nom de Révolte de Gerace,. Rocco Verduci et Carlo Gemelli viennent alors chercher de grandes quantités de poudres à Reggio de Calabre et les cachent dans la campagne aux alentours de Gerace, en préparation du soulèvement.
Toutefois, des divergences d'opinions sur l'avenir du royaume après l'insurrection subsistent entre les chefs de la Révolte de Gerace. Ainsi, Rocco Verduci est un fervent républicain qui souhaite voir l'abolition de la monarchie et l'unification de l'Italie sous la forme d'une grande république (l'avènement de la République n'adviendra en Italie que le 2 juin 1946, soit presque 99 ans plus tard), tandis que Gaetano Ruffo et Michele Bello, deux autres grands chefs de la révolte, qui sont fusillés aux côtés de Verduci après l'échec de l'insurrection, sont plutôt des partisans d'une monarchie constitutionnelle (le pouvoir royal ne serait alors pas renversé, mais un parlement démocratique serait mis en place).

### La Révolte de Gerace

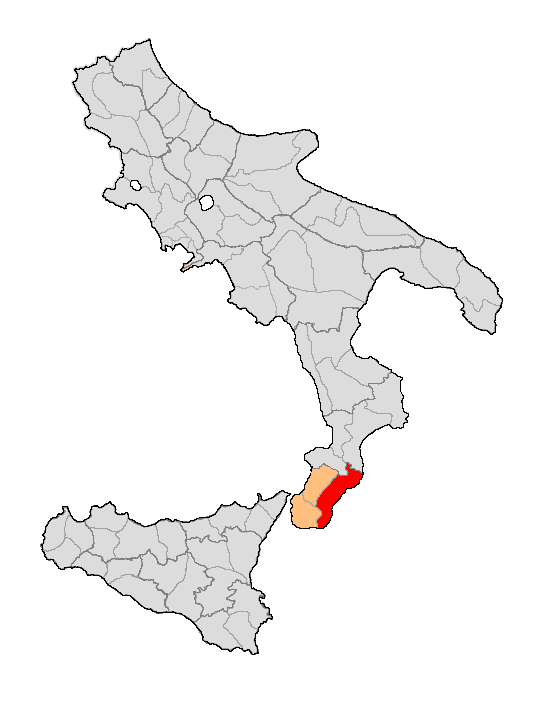
Carte du district de Gerace (en rouge foncé).

L'insurrection dans le royaume des Deux-Siciles de 1847 débute le 1er septembre par la révolte de la ville de Messine en Sicile. Les insurgés, au nombre de 200, s'emparent alors du centre-ville mais le soulèvement est de courte durée et termine de manière sanglante le soir même, réprimé par l'autorité militaire royaliste de la ville. Les chefs de cette révolte sont alors forcés de s'exiler, notamment sur l'île de Malte.
Le jour suivant, le 2 septembre 1847, éclatent simultanément les révoltes de Reggio Calabria, menée par Domenico Romeo et qui établit un gouvernement provisoire, et du district de Gerace. Rocco Verduci, nommé Commandant militaire suprême de la révolte de Gerace, prend la tête de l'insurrection dans le district tandis que Michele Bello, Domenico Salvadori et Gaetano Ruffo sont chargés de l'étendre aux villages voisins, aux cris de « W Pio IX, W l'Italia, W la Costituzione » (« Vive Pie IX, Vive l'Italie, Vive la Constitution »),,,.

#### Prise de Bianco et arrestation de Bonafede
Michele Bello, parti avec plusieurs autres insurgés, capture un navire de la douane au cap Spartivento avec lequel il débarque à Bianco, où il est rejoint par Rocco Verduci et Domenico Salvadori qui s'étaient occupés de lever des troupes à Sant'Agata del Bianco. Les insurgés détruisent les emblèmes royaux et brûlent les cartes de la police bourbonienne. De plus, ils décrètent aussi l'obligation de porter la cocarde italienne (ordre donné depuis Reggio par Giannandrea Romeo, frère aîné de Domenico Romeo) ainsi que celle de s'armer pour tous les citoyens ayant entre 15 et 60 ans. Le 3 septembre 1847, Domenico Salvadori accompagné par Stefano Gemelli et Ferdinando Ielasi partent pour Caraffa del Bianco, mais reviennent le soir même à Bianco, auprès de Rocco Verduci. Les insurgés guidés par Rocco Verduci prennent ensuite les villages de Caraffa del Bianco et de Bovalino, où ils sont accueillis par les insurgés guidés par Gaetano Ruffo, Giuseppe Lenini et le baron Filippo Calfapietra,.
Toujours le 3 septembre 1847, les insurgés reçoivent une lettre de Siderno envoyée par un marchand du nom d'Alessandro Maresca, déclarant que le chef policier et sous-intendant du district de Gerace, Antonio Bonafede, s'est enfui depuis le port de Siderno. Rocco Verduci, Michele Bello, Domenico Salvadori et Giuseppe Gemelli s'embarquent donc sur un premier bateau pour partir à sa poursuite tandis que Stefano Gemelli, Antonio Parisi, Vizzari, Ferdinando Massara et Giulio Mezzatesta (le cousin de Rocco) s'embarquent sur un second navire. Le 4 septembre 1847, le bateau où se trouve Verduci accoste au large de Bianco celui où se trouve Antonio Bonafede et le lieutenant Antonio Gargea. Celui-ci se laisse approcher en pensant que les insurgés sont des douaniers et ceux-ci en profitent pour capturer le sous-intendant. Les insurgés ainsi que Rocco Verduci souhaitent alors lyncher le sous-intendant Bonafede, déjà responsable de l’exécution des frères Bandiera en 1844, mais les autres chefs du soulèvement s'y opposent. Antonio Bonafede est donc finalement traité comme un prisonnier de guerre et aucun mal ne lui est fait. Il est conduit jusqu'à la maison d'un des chefs urbains de l’insurrection, Giulio Marchese, où on l'oblige à porter la cocarde tricolore vert, blanc, rouge et à crier « Vive la Constitution ».

#### Arrivée à Bovalino
Les chefs des insurgés quittent ensuite la ville de Bianco, où ils ne laissent qu'une faible arrière-garde pour éviter une contre-attaque, et prennent la direction de Bovalino. Rocco Verduci marche en tête des insurgés avec à son flanc Stefano Gemelli, Vincenzo Spanò et Giuseppe Pulitanò, qui portent tour à tour le drapeau tricolore aux futures couleurs de l'Italie, tandis qu'à leurs côtés avance aussi le prêtre Francesco Ielasi, à cheval, qui porte à la main un crucifix et une feuille sur son chapeau avec l'inscription « Vive Pie IX ». À leur suite vient le prisonnier Antonio Bonafede à qui on a proposé de faire le trajet sur un âne. Une fois arrivés à Bovalino, les insurgés font paraître un manifeste révolutionnaire dans lequel est annoncée la réduction de moitié du coût du sel et du tabac, la fin de l'interdiction de puiser de l'eau de mer, alors utilisée comme remède médical, et la suppression des droits de douane. Gaetano Ruffo est accueilli par le maire et les nobles de la ville puis se rend à l'église où, accueilli par le clergé, il prononce un discours patriotique. Pendant ce temps, Rocco Verduci reste auprès de Bonafede, qui a été enfermé dans la maison du pharmacien De Maria, à qui il permet d'écrire une lettre à sa femme se trouvant à Gerace pour la rassurer sur son état. En profitant de cette période de repos, les chefs insurgés décident de la division de leurs armées en plusieurs bataillons composés chacun d'une douzaine d'hommes et dirigés par un caporal. Ferdinando Massara et Stefano Gemelli, entre autres, sont nommés caporaux. Pendant la nuit, le prêtre Francesco Ielasi déserte.
Les chefs insurgés et les caporaux prennent la décision de ne pas attaquer Gerace à cause de l'évidente difficulté que présente la prise de cette ville située sur un promontoire. De plus, celle-ci est protégée militairement et le principal chef des mouvements libéraux de Gerace, Ilario Muscari Tomajoli, a été arrêté. Les insurgés décident donc de suivre le littoral en espérant rejoindre les troupes des quelques révoltés venant de Catanzaro, au nord. Avant de partir de Bovalino, le prêtre Francesco Zappia s'unit aux insurgés en remplacement de Ielasi.

#### Ardore et Siderno
Le 5 septembre 1847, au matin, le lieutenant Gargea est remis en liberté et les insurgés se dirigent vers Ardore. Environ au même moment, Giovanni Rosetti de Reggio et plusieurs de ses hommes accostent à la Marina di Gerace (actuel Locri) avec l'intention de rejoindre l'insurrection aux abords de Siderno et Roccella Ionica. À Ardore, les insurgés sont rejoints par de nombreux notables de la région comme Tommaso Marando, le docteur Loschiavo, Pietro Spanò et Filippo Codespoti. Sur la place du village, Rocco Verduci invite la population à crier « Vive l'Italie ! » mais il se heurte au silence des habitants. Indigné à la suite de cet épisode, il aurait déclaré « gli ardoresi sono un popolo di tiranni » (« les habitants d'Ardore sont un peuple de tyrans »). Plus tard, Verduci craignant que Bonafede puisse s'enfuir, il se charge lui-même de le déplacer de la pharmacie Todarello où il était enfermé à la mairie d'Ardore. Aux alentours de midi, des habitants arrivant de Brancaleone, dont le médecin Giulio Vitale et le frère Musitano de Staiti, rejoignent les insurgés d'Ardore, mais refusent de continuer jusqu'à Siderno. Les chefs insurgés se divisent alors en deux groupes : ceux qui veulent continuer et ceux qui émettent de la méfiance quant au futur de l'insurrection (parmi ceux-ci, on compte le comte Grillo et le baron Calfapetra). Ceux qui décident de continuer, dont Verduci, sont d'abord accueillis chez le médecin Francesco Loschiavo puis chez Girolamo Spagnolo,.
Pendant ce temps, à Gioiosa Ionica, la ville est partagée entre ceux qui souhaitent rester neutres face à l'insurrection et les conservateurs ou les réactionnaires pro-Bourbons, qui veulent partir combattre les révoltés. Le chef de file de ceux-ci est le juge Giuseppe Parandelli, qui avait tenté d'inculper Verduci en 1846, avec à ses côtés le maire Raffaele Macrì et les principaux nobles de la ville. Finalement, Parandelli se retrouve seul face à l'opposition plus modérée et il quitte donc la ville pour se réfugier chez Luigi Pellicano. En même temps, Rosetti quitte Ardore pour Roccella Ionica afin de se mettre d'accord avec Pietro Mazzoni sur un point de rencontre. Ainsi, les insurgés de Gerace, Caraffa et Bovalino sont rejoints à Siderno par un groupe armé de cinquante hommes levés à Roccella Ionica par Pietro Mazzoni. La troupe des insurgés compte alors 700 personnes. Après s'être installés à Siderno, Rocco Verduci invite Bonafede à écrire une lettre à l'évêque Perrone dans le but d'exhorter les habitants de Gerace à accueillir les insurgés. Bien plus tard, dans ses mémoires, Antonio Bonafede avouera avoir trouvée exagérée la prise de position anti-révolutionnaire des puissants de Gerace qui selon lui n'arrivaient pas à comprendre la volonté des insurgés de rester pacifiques et de ne pas tuer,,.

#### Gioiosa Ionica et Roccella Ionica
Le 6 septembre 1847, Rocco Verduci et les insurgés, ne pouvant rejoindre Gerace en raison de l'hostilité de la population, se déplacent puis s'emparent de Gioiosa Ionica. Ils en profitent pour transférer le sous-intendant Bonafede, toujours sous la garde de Rocco Verduci, dans la maison de Giuseppe Amaduri. De nouveau, les chefs se réunissent à la mairie, cette fois-ci celle de Gioiosa, où ils proclament la destruction des emblèmes royaux et la diminution du prix du sel et du tabac. Les insurgés permettent à Bonafede de circuler librement dans la maison où il doit rester sous la surveillance de cinquante hommes armés. Aucune violence n'est faite à la population et lorsque Parandelli, qui avait jugé Verduci, est capturé, il est ensuite relâché avec l'ordre d'abandonner Gioiosa et de se retirer dans son village natal, Dasà. Les insurgés continuent ensuite jusqu'à Roccella Ionica où le quartier général est établi dans le palais paternel de Pietro Mazzoni. Antonio Bonafede est quant à lui enfermé dans la maison de Fortunato Ielasi.

#### Fin de l'insurrection et fuite

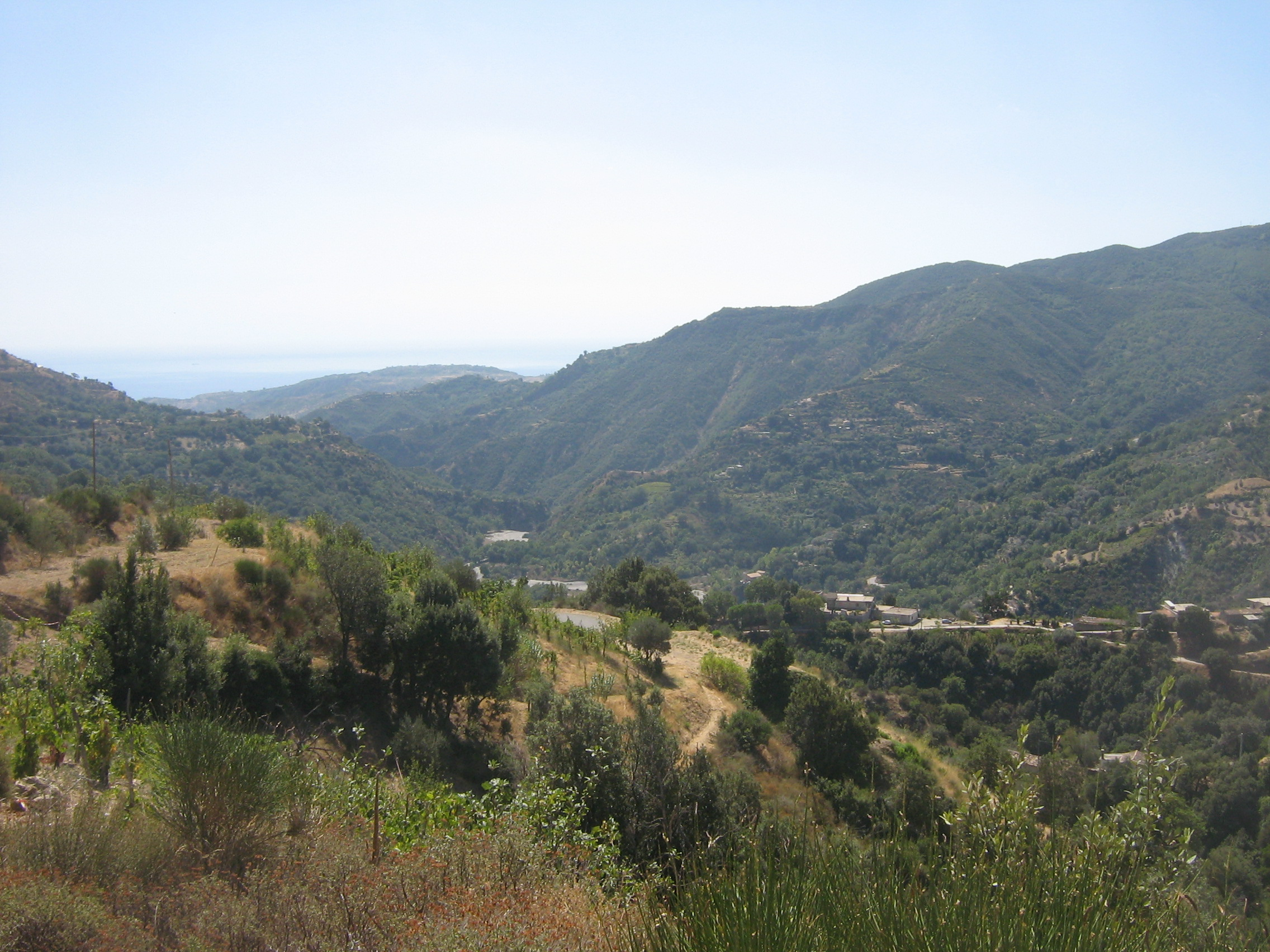
La vallée de Caulonia.

Le 4 septembre 1847, la ville de Reggio de Calabre, jusqu'alors aux mains des insurgés et de Domenico Romeo, est prise par les troupes bourboniennes de Monteleone guidées par le général Ferdinando Nunziante, qui contraint les insurgés à la fuite. Le 6 septembre 1847, trompés par un grand navire de commerce qu'ils prennent pour un navire de guerre, les insurgés de Roccella Ionica fuient la ville. Rocco Verduci, Michele Bello et Stefano Gemelli partent se cacher dans les grottes des montagnes près de Caulonia. Ils sont arrêtés à l'aube du 10 septembre 1847 (ou du 15 septembre selon les sources) par le chef-urbain de Caulonia, Domenico Jerace, à la suite de la dénonciation de Nicola Ciccarello. À l'arrivée des policiers et se rendant compte de la trahison, Rocco Verduci aurait cherché à étrangler Nicola Ciccarello, ce qu'il serait parvenu à faire sans l'intervention de plusieurs gardes présents pour l'arrestation,.
Les frères Francesco et Giulio Mezzatesta (cousins de Rocco Verduci), Antonio Parisi ainsi que Vincenzo Verduci (frère de Rocco) sont aussi faits prisonniers et inculpés pour complicité au second degré. Ils sont ensuite assignés à résidence puis, par la suite, ils sont de nouveau inculpés, mais cette fois pour complicité au premier degré et par conséquent emprisonnés jusqu'à ce qu'une amnistie soit signée par le roi dans le but de calmer le mécontentement de la population.

### Procès et exécution

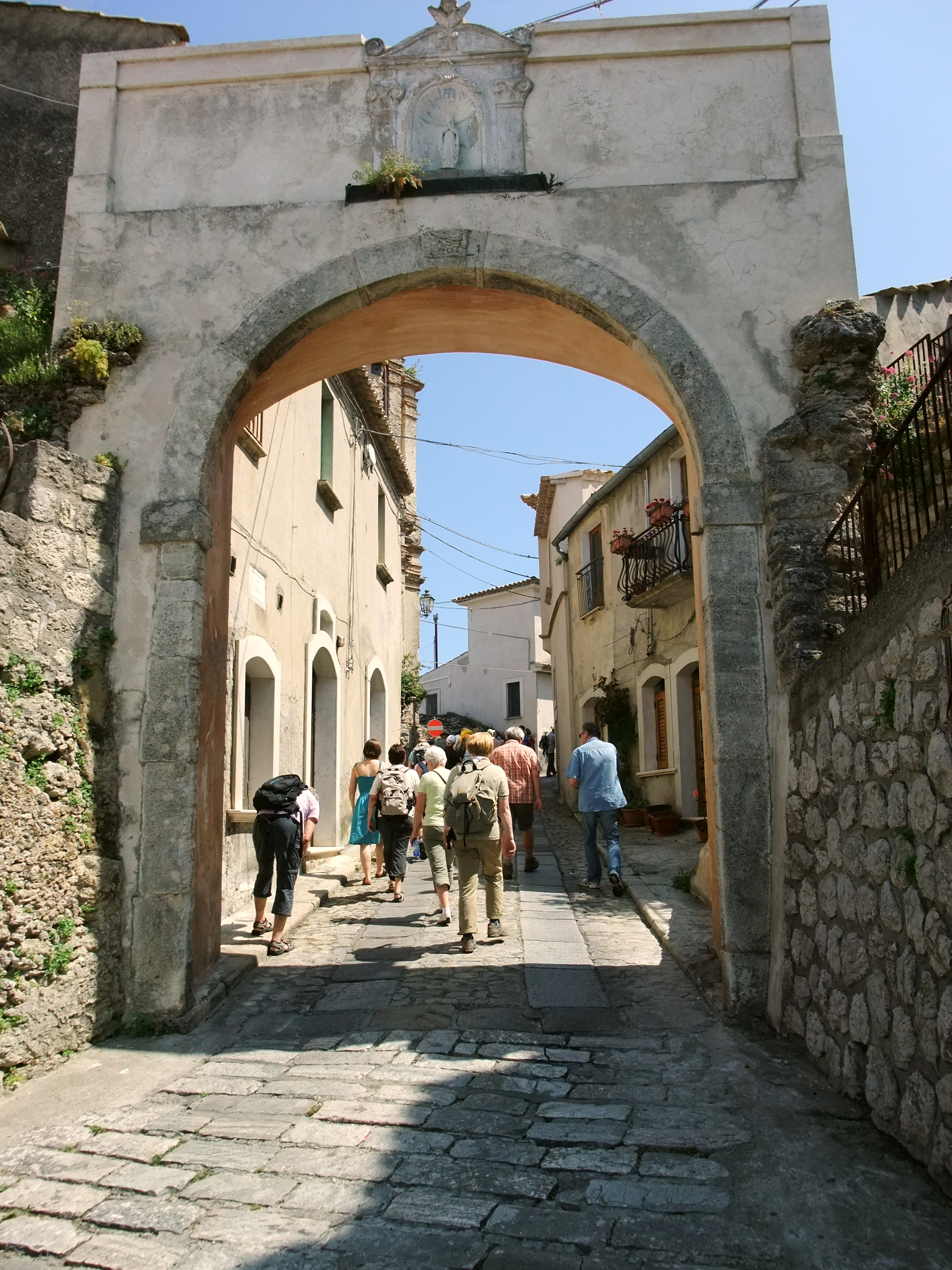
Une des entrées de la ville de Gerace.

Rocco Verduci, Michele Bello, Stefano Gemelli (qui sera finalement relâché) et Domenico Salvadori ayant été arrêtés le 10 septembre sur dénonciation de Nicola Ciccarello, ils sont amenés à Gerace pour y être jugés par une commission militaire. Pendant ce temps, Pietro Manzoni et Gaetano Ruffo ont réussi à fuir vers le nord en direction de la ville de Catanzaro où ils souhaitent demander de l'aide au marquis Vitaliano De Riso, dont la sœur Eleonora De Riso est fiancée avec Manzoni, afin qu'ils puissent s'exiler. Le marquis De Riso leur refuse cependant cette aide et les deux jeunes sont forcés de faire demi-tour. Gaetano Ruffo est ainsi arrêté le 21 septembre, tandis que Pietro Manzoni se livre aux autorités le jour suivant.
Pendant ce temps, le général Ferdinando Nunziante, ayant auparavant maté la révolte de Reggio, arrive à Gerace avec 1 500 hommes dans le but de parvenir à arrêter les derniers insurgés encore en liberté. Le procès sommaire des chefs de la Révolte de Gerace est ainsi mené par le sous-intendant Antonio Bonafede et le général Nunziante. Plusieurs sources écrites et orales rapportent à cette occasion les paroles de Rocco Verduci adressées au général Nunziante qui lui a promis la vie sauve si celui-ci lui révèle les noms de ses complices : « Quelles questions inciviles ! Et qui pourrait jamais racheter sa vie avec le prix de tant de honte ! Je crois que vous, Général, en tant que soldat d'honneur vous n'auriez pas la force de me le conseiller »,,,.
Lors du bref procès que subissent les cinq meneurs des insurgés, le principal chef d’accusation contre eux est le fait d'avoir brandi le drapeau tricolore vert, blanc, rouge, et donc de demander l'unification de l'Italie. En effet, l'insurrection dans le district de Gerace n'a provoqué aucune mort.
Rocco Verduci, Michele Bello, Pietro Mazzoni, Gaetano Ruffo et Domenico Salvadori sont donc fusillés le 2 octobre 1847 à trois heures du matin sur la plaine de Gerace, à proximité du couvent des Capucins. Cette exécution en pleine nuit et effectuée précipitamment a pour intention d'éviter qu'intervienne une grâce souveraine, raison pour laquelle beaucoup de libéraux tiennent dans les décennies suivantes le général Nunziante responsable de leur exécution, qui aurait selon eux pu être évitée. Les cinq sont tués par quarante coups de fusil et leurs corps sont ensuite jetés dans la fosse La Lupa. Ils passent à la postérité sous le nom des « Cinq Martyrs de Gerace » (les Cinque Martiri di Gerace),,,,.
Sur l'acte de décès de Rocco Verduci, datant du 2 octobre et conservé auprès des archives communales de Gerace, on lit : « Don. Rocco Virduci, fusillé pour effet de sentence de la commission militaire ». La profession de propriétaire est indiquée et l'acte est signé par le maire Ettore Migliacci.
Lors de l'instauration d'une éphémère monarchie constitutionnelle en 1848, le diacre Gaetano Fragomeni et les frères Del Balzo déterrent les corps des Cinq Martyrs de Gerace pour leur donner une digne sépulture, à proximité du campanile du cimetière de Gerace, avec l'intention d'ensuite transférer le corps de chacun dans son village natal, acte symbolique notamment demandé par la famille Verduci et leurs proches. Toutefois, quatre mois plus tard, le roi Ferdinand II des Deux-Siciles s'empresse d'abolir la constitution et de rétablir un régime absolu et autoritaire. Un colonel suisse, De Flugy, fait alors jeter à nouveau les cinq corps dans la fosse commune tandis que Gateano Fragomeni est arrêté pour « violation de tombes ».

### Résumé du parcours des insurgés
| 1. Bianco 2. Sant'Agata del Bianco 3. Caraffa del Bianco 4. Bovalino 5. Ardore 6. Siderno 7. Gioiosa Ionica 8. Roccella Ionica 9. Caulonia |

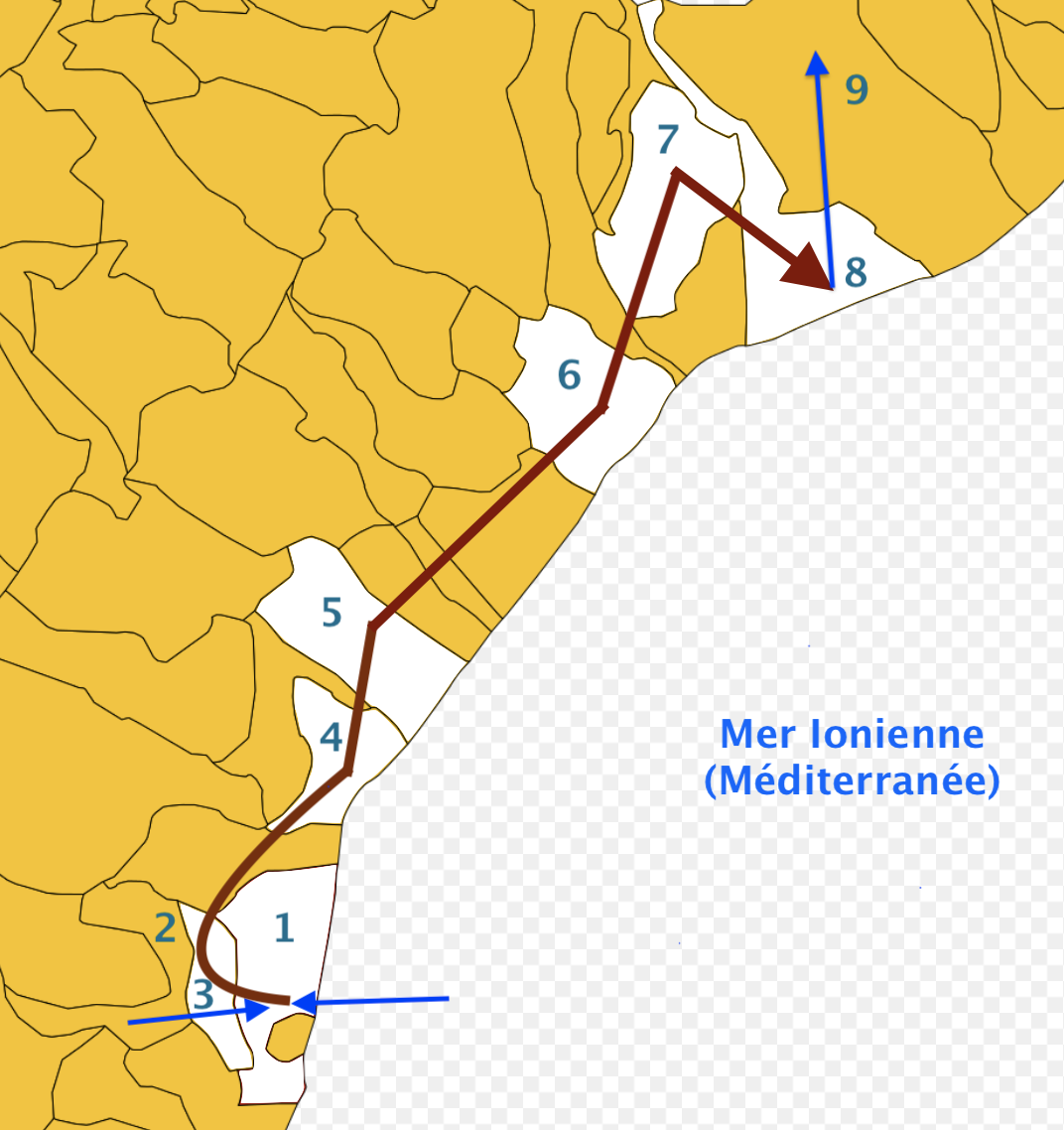
Carte du parcours des insurgés de la Révolte de Gerace.

Les insurgés de la Révolte de Gerace ont traversé les villages de Bianco, Bovalino, Ardore, Siderno, Gioiosa Ionica et Roccella Ionica, puis les chefs de la révolte ont continué jusqu'à Caulonia. Les villages de Bianco et Caulonia sont séparés d'environ 45 km à vol d'oiseau.

## Honneurs et hommages

### Monuments

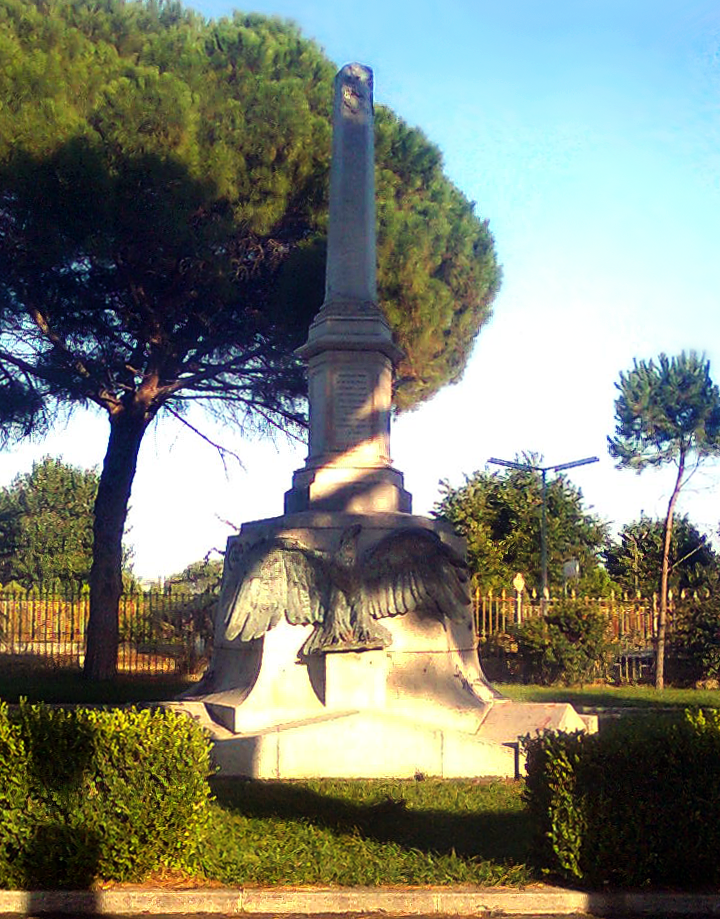
Monument aux Cinq Martyrs de Gerace, à Locri.

- Un buste en bronze de Rocco Verduci est visible depuis 2003 devant la Mairie de Caraffa del Bianco[5].
- Un buste en bronze de Rocco Verduci est visible depuis 2010, Place du Municipio à Caraffa del Bianco[19].
- Le 7 juin 1931 a été élevé sur le lieu d'exécution des Cinq Martyrs un monument en marbre blanc, œuvre du sculpteur Francesco Jerace (1854 - 1937), en leur honneur, portant la mention :

« Que les siècles se souviennent qu'ici furent fusillés le 2 octobre 1847 Michele Bello de Siderno, Pietro Mazzoni de Roccella, Gaetano Ruffo de Bovalino, Domenico Salvadori de Bianco, Rocco Verduci de Caraffa. Précurseurs de la liberté. »

- À Locri, devant la Place de Locri, a été érigé en 1872 par des sculpteurs de Carrare un monument en l'honneur des Cinq Martyrs de Gerace. Deux inscriptions y sont présentes : une devant est une derrière. Sur le devant du monument est inscrit :

« Bello Michele de Siderno, Mazzone Pietro de Roccella, Ruffo Gaetano de Bovalino, Salvadori Domenico de Bianco, Verduci Rocco de Caraffa mourant glorieusement fusillé le 11 octobre MDCCCXLVII, rendirent sacrés ces lieux. Pour l'unité nationale. Pour la liberté,. »

- L'école primaire de Gerace est nommé en l'honneur des Cinq Martyrs : l'Istituto Comprensivo Cinque Martiri di Gerace[22].

### Commémorations
Peu de temps après l'exécution des Cinq Martyrs, plusieurs personnes dans toutes les régions d'Italie ont porté le chapeau à la mode calabraise en leur honneur. Tous les ans (le 2 octobre), une commémoration en l'honneur du martyre des Cinq Martyrs a lieu à Gerace en présence du maire de la ville et souvent des carabinieri.

### Loges maçonniques
Un lien fort unit Rocco Verduci à la franc-maçonnerie. En effet, il est avéré qu'au moins trois ou même peut-être quatre des Cinq Martyrs de Gerace ont été francs-maçons : Michele Bello et Gaetano Ruffo avaient été formés par la loge maçonnique Losanna de Naples, et Pietro Mazzoni par la loge maçonnique Umanità Liberale de Catanzaro. Rocco Verduci ayant grandi dans une famille de carbonari convaincus et militants, liée à la franc-maçonnerie, cela laisse penser que lui aussi appartenait à la franc-maçonnerie. D'autres circonstances laissent penser que les Cinq Martyrs étaient tous francs-maçons : juste avant d'être fusillé, Domenico Salvadori se serait écrié : « Coraggio Fratelli, moriamo da forti ! » (« Courage Frères, mourons forts ! ») ; Rocco Verduci appela un élu (équivalent des actuels conseillers communaux) en présence de témoins : « Fratello maggiore » (« Frère majeur »), qui sera par la suite interprété par le Sous-Intendant Bonafede comme signe d'appartenance à la franc-maçonnerie ou en tout cas à une secte.
La loge maçonnique de Gerace (anciennement de Brancaleone), Loggia Rocco Verduci (aussi appelée Oriente di Gerace), porte son nom. C'est une loge affiliée au Grand Orient d'Italie qui a été fondée en 1911 à Brancaleone bien que son siège se trouve maintenant à Gerace. Son nom lui a été donné en l'honneur de Verduci parce qu'il est le plus jeune des Cinq Martyrs de Gerace. Son membre le plus illustre a été le poète, médecin et homme politique italien Vincenzo De Angelis (1877-1945), la loge maçonnique actuelle de Brancaleone porte d'ailleurs son nom. Le choix de la ville de Gerace comme siège de cette loge faisait suite aux choix des francs-maçons italiens de se rapproprier d'anciens territoires de la maçonnerie. En effet, la franc-maçonnerie est présente à Gerace depuis 1700,.
La loge maçonnique de Locri, Loggia Cinque Martiri, a été ainsi nommée en honneur aux Cinq Martyrs de Gerace. Aussi bien celle-ci que la Loggia Rocco Verduci de Gerace ont été fermées en novembre 2014.

### Odonymie

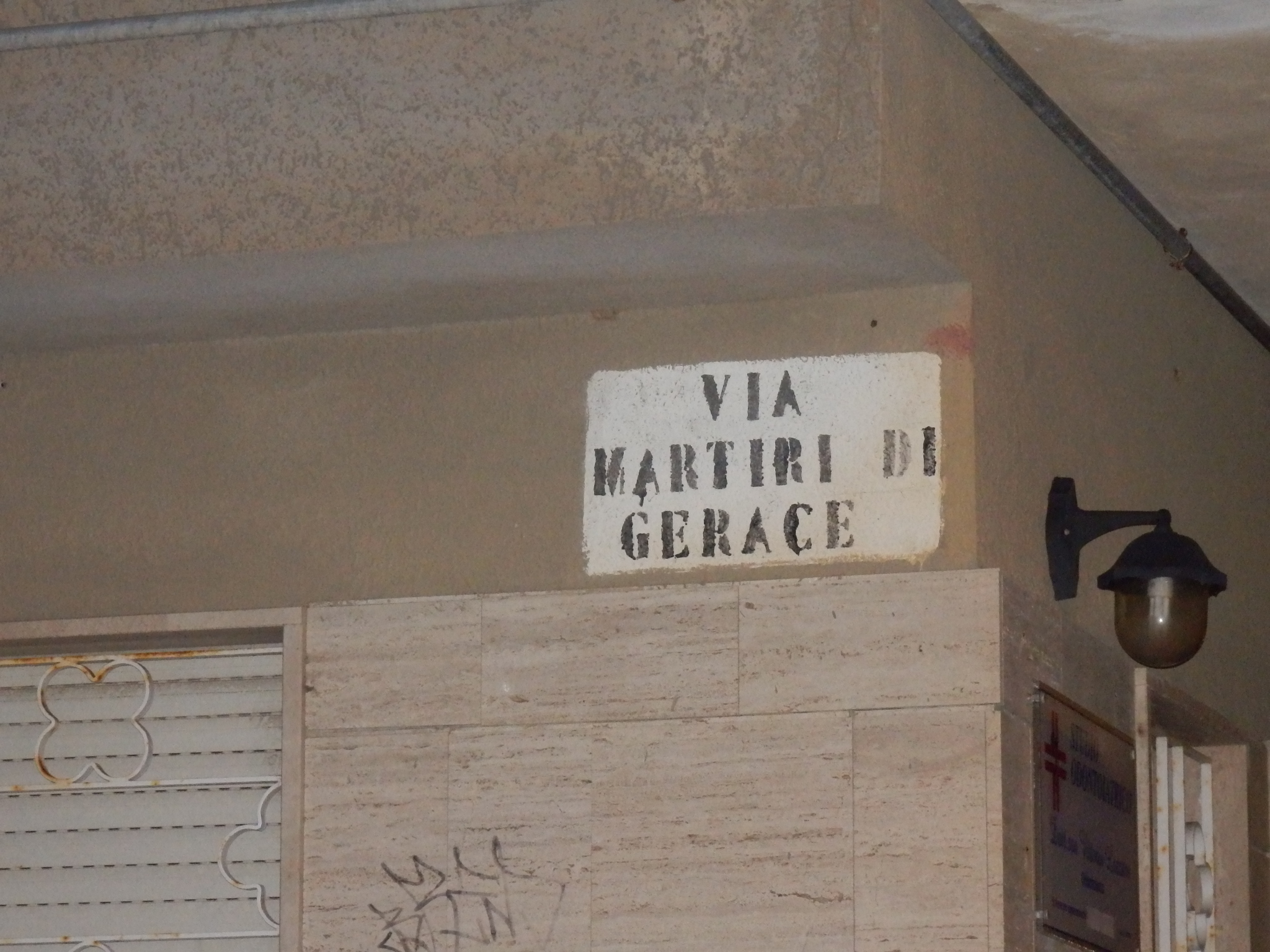
La Via Martiri di Gerace à Soverato.

Quatre rues sont nommées en l'honneur des Cinq Martyrs de Gerace :
- Via Martiri di Gerace 1847, à Catanzaro, impasse débutant au Viale Papa Pio X et se trouvant à proximité du complexe hospitalier Pugliese Ciaccio[25] ;
- Via Martiri di Gerace, à Soverato Marina (fraction de Soverato)[26] ;
- Via Martiri di Gerace, à Montepaone Lido (fraction de Montepaone)[27] ;
- Via Martiri di Gerace, à Torre (fraction de San Ferdinando)[28].

Également, une rue est nommée en l'honneur de Rocco Verduci :
- Via Verduci, à Caraffa del Bianco[29].